# خوسيه ألبرتو بينهيرو
خوسيه ألبرتو بينهيرو (بالبرتغالية: José Alberto Pinheiro) هو كاتب سيناريو برتغالي، ولد في 1980 في بورتو في البرتغال.

## وصلات خارجية
- خوسيه ألبرتو بينهيرو على موقع IMDb (الإنجليزية)
- خوسيه ألبرتو بينهيرو على موقع قاعدة بيانات الفيلم (الإنجليزية)